# Mesut-Re
Mesut-Re (griechisch Mesore; koptisch Mesori; arabisch Mesra) war im ägyptischen Kalender die altägyptische Bezeichnung des vierten Monats der Jahreszeit Schemu und repräsentierte die Zeit von Anfang Juni bis Anfang Juli.

## Hintergrund

### Altes- und Mittleres Reich
Im Festkalender des Niuserre, der Bestandteil der Dekorationen im Sonnenheiligtum des Niuserre war, ist der Geburtstag des Re beziehungsweise Re-Harachte mit dem Monat Wepet-renpet in der Jahreszeit Achet verbunden. Als weiteres Synonym ist die Monatsbezeichnung „Monat des Re-Festes“ bezeugt.

### Neues Reich
Alan Gardiner vermutet, dass Mesut-Re im Laufe der Kalendergeschichte die Jahresform wechselte, weshalb sich Mesut-Re als ehemaliger Monat Wepet-renpet ab der 19. Dynastie im Neuen Reich vom ersten auf den zwölften Monat verschob. Richard Anthony Parker hingegen gibt an, dass das für seinen Monat namensgebende Ereignis Wepet-renpet, deutsch Öffner des Jahres per Definition stets vor dem Beginn des neuen Jahres im Mondkalender lag. Er vermutet, dass im beobachtungsbasierten ursprünglichen Mondkalender ein Schaltmonat stets dann in die Zeitrechnung eingeschaltet wurde, wenn der Folgemonat weniger als 12 Tage nach dem Ereignis begann. Auf diese Weise wurde sichergestellt, dass auch das nächste Wepet-renpet-Ereignis wieder in den 12. Monat des Jahres fiel. Bereits in einer Darstellung im Grab von Senenmut aus der Zeit der 18. Dynastie wird Wepet-renpet als 12. Monat verzeichnet.